# Parinya Charoenphol

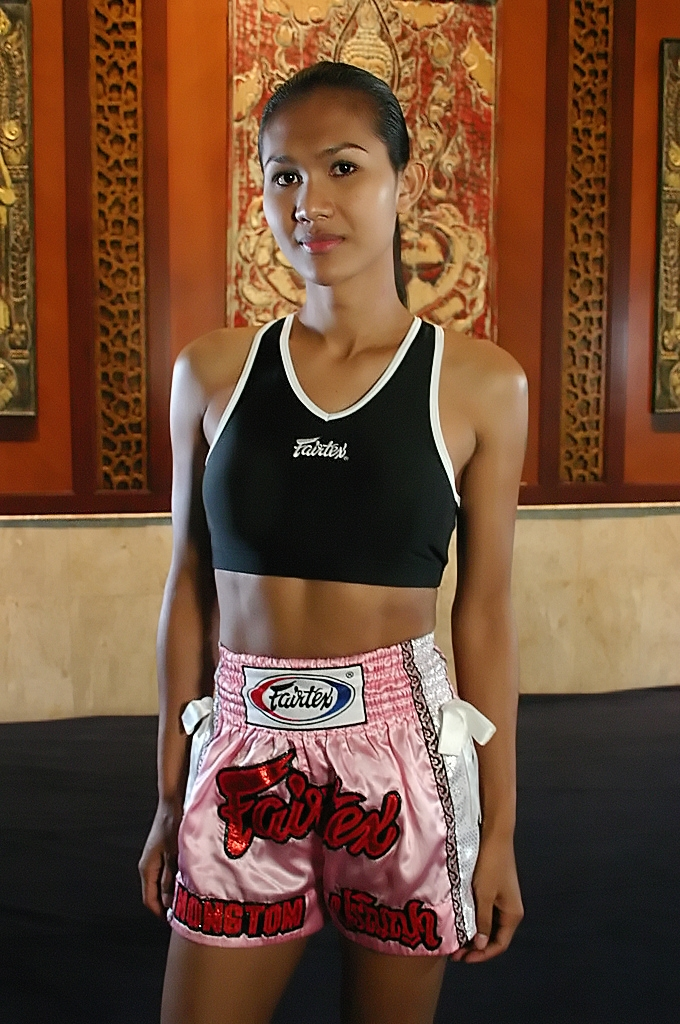
Parinya Charoenphol (2006)

Parinya Charoenphol (thailändisch ปริญญา เจริญผล, RTGS: Charoenphon, Aussprache: [pàʔrinjaː t͡ɕàʔrɤːnpʰǒn], Spitzname Nong Toom, น้องตุ้ม, Nong Tum, nach ihrem Boxstall früher auch Parinya Kiatbusaba, ปริญญา เกียรติบุษบา, Kiatbutsaba; * 9. Juni 1981 in der Provinz Chiang Mai, Thailand) ist eine ehemalige Muay-Thai-Kämpferin.
Parinya wurde mit männlichen Geschlechtsmerkmalen geboren und als Junge erzogen. Bereits als Kind fühlte sie sich aber als Mädchen. Dieses Phänomen wird in Thailand als Kathoey bezeichnet. Obwohl sie sich eigentlich nicht besonders für Kampfsport interessierte, erkannte sie ihre besondere Begabung für Muay Thai, trainierte, um sich gegen sie schikanierende Jungen erwehren zu können, und nahm an Wettkämpfen teil, um sich von den Preisgeldern die von ihr gewünschten geschlechtsangleichenden Maßnahmen zu finanzieren.
Im Lauf ihrer Karriere zeigte sie sich zunehmend als Frau, trat mit längeren Haaren, geschminkt und in femininer Kleidung auf und weigerte sich, sich beim Wiegen vor dem Kampf auszuziehen. Der Muay-Thai-Sport ist in Thailand stark mit Männlichkeit assoziiert, Frauen durften ihn auf professioneller Ebene nicht praktizieren. Da Parinya rechtlich gesehen ein Mann war, durfte sie weiterhin zu den Wettkämpfen antreten. Parinya zog daher große Medienaufmerksamkeit auf sich, auch außerhalb Thailands. Im Jahr 1998 errang sie die Meisterschaft des renommierten Lumpini-Stadions.
Nach der geschlechtsangleichenden Operation im Jahr 1999 gab sie ihre Kampfsportkarriere 2000 zunächst auf. 2003 wurde ihr Leben im auch international beachteten Film Beautiful Boxer des Regisseurs Ekachai Uekrongtham dargestellt. 2004 eröffnete sie eine Boxschule, in der sie sowohl Jungen als auch Mädchen ausbildet. Im Jahr 2006 kehrte sie noch einmal in den Boxring zurück. Sie war seither als Model, Entertainerin und als PR-Vertreterin des Sport- und Wellness-Zentrums Fairtex tätig.